# 외솔최현배선생생가터
외솔최현배선생생가터(외솔崔鉉培先生生家터)는 울산광역시 중구에 있다. 2001년 12월 20일 울산광역시의 기념물 제39호로 지정되었다.

## 개요
이곳은 한글학자 외솔 최현배 선생(1894〜1970)의 생가터이다. 생가는 이미 없어졌으나, 2008년 복원하여 현재에 이른다. 선생은 여기에서 태어나 병영초등학교를 졸업하였고, 1910년 상경하여 한성고등학교(漢城高等學校, 뒤에 경성고등보통학교로 개칭)에 입학하였다. 이때 주시경(周時經 : 1876〜1914)선생이 운영하던 조선어강습소에 다니며 우리말과 글을 지키고 가르치는 일이 광복의 길임을 깨닫고 이 일에 평생을 바칠 것을 결심하였다.
이후 일본 히로시마고등사범학교 문과에서 수학하고, 1922년 4월 일본 교토제국대학(京都帝國大學)에 입학하여 교육학을 전공하였다. 1926년 4월 연희전문학교(지금의 연세대학교) 교수로 취임하여 1938년 9월 흥업구락부사건으로 파면당할 때까지 재직하였다. 1941년 5월 연희전문학교의 도서관 직원으로 복직하였으나, 그해 10월 조선어학회사건으로 사임, 1945년 광복까지 4년간의 옥고를 치렀다.
광복 후에는 문교부 편수관, 학술원 회원, 한글학회 이사장, 세종대왕 기념사업회 대표이사, 연세대학교 부총장 등을 역임하면서 나라사랑의 정신과 겨레의 얼을 되살리는 일에 헌신하였다. 1970년 3월 세상을 뜨자 국민훈장 무궁화장이 추서되었다.
저서로는 「조선민족 갱생의 도」, 「우리말본」, 「한글의 바른길」, 「한글갈」, 「한글의 투쟁」 「고등말본」, 「중등말본」, 「나라사랑의 길」등 이 있다.

## 같이 보기
- 최현배

## 참고 문헌
- 외솔최현배선생생가터 - 국가유산청 국가유산포털